# Siegessäule (Berlin)
Die Siegessäule auf dem Großen Stern im Großen Tiergarten gehört zu den bedeutendsten Nationaldenkmälern Deutschlands und den wichtigsten Sehenswürdigkeiten Berlins. Erbaut 1864 bis 1873 von Heinrich Strack auf dem Königsplatz zur Erinnerung an die Einigungskriege, wurde sie 1938 bis 1939 zusammen mit den Denkmälern Bismarcks, Roons und Moltkes an den heutigen Standort versetzt. Die bekrönende Viktoria von Friedrich Drake wird im Berliner Volksmund auch „Goldelse“ genannt.

## Beschreibung

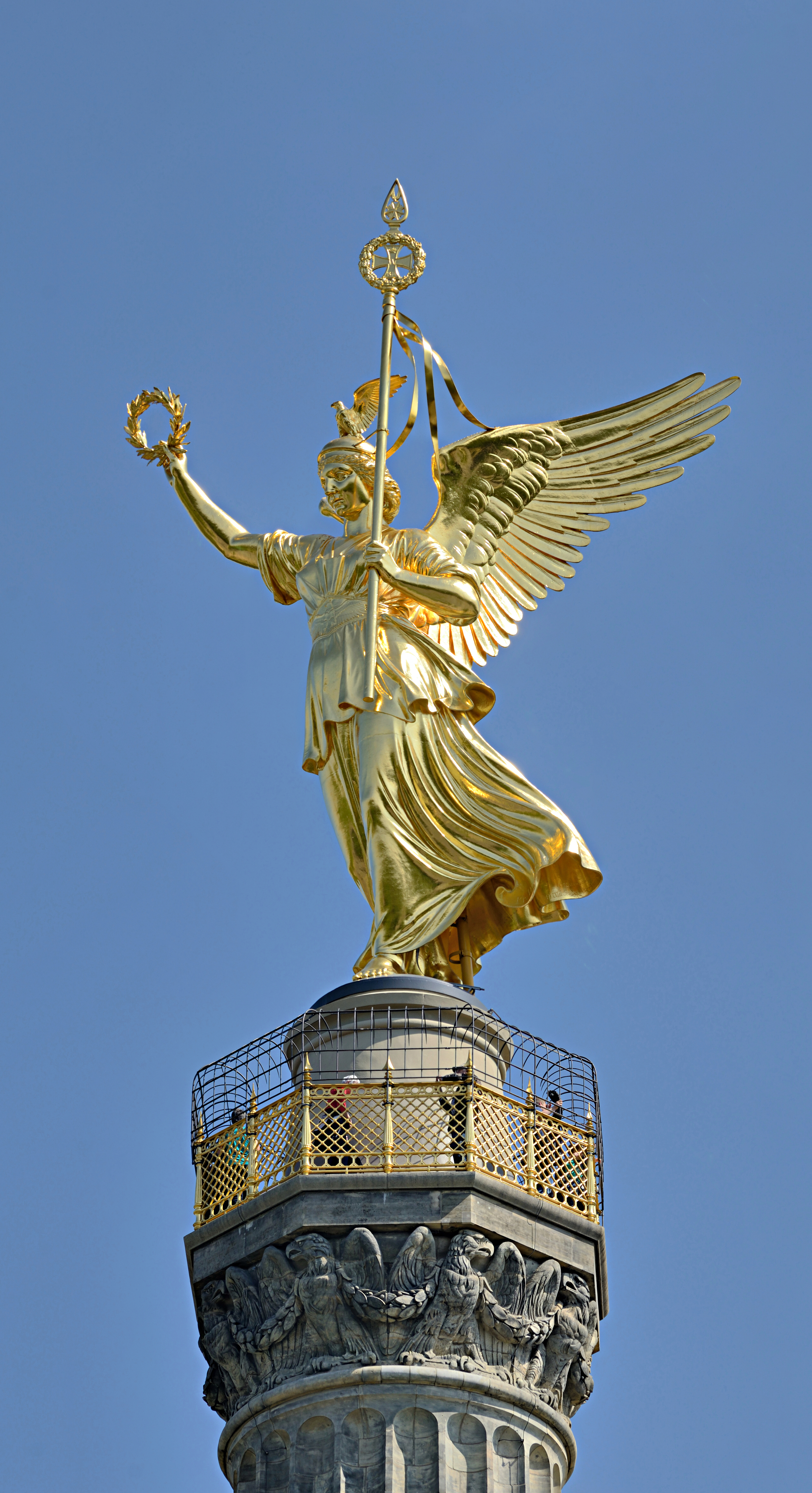
Ansicht der Viktoria, 2013

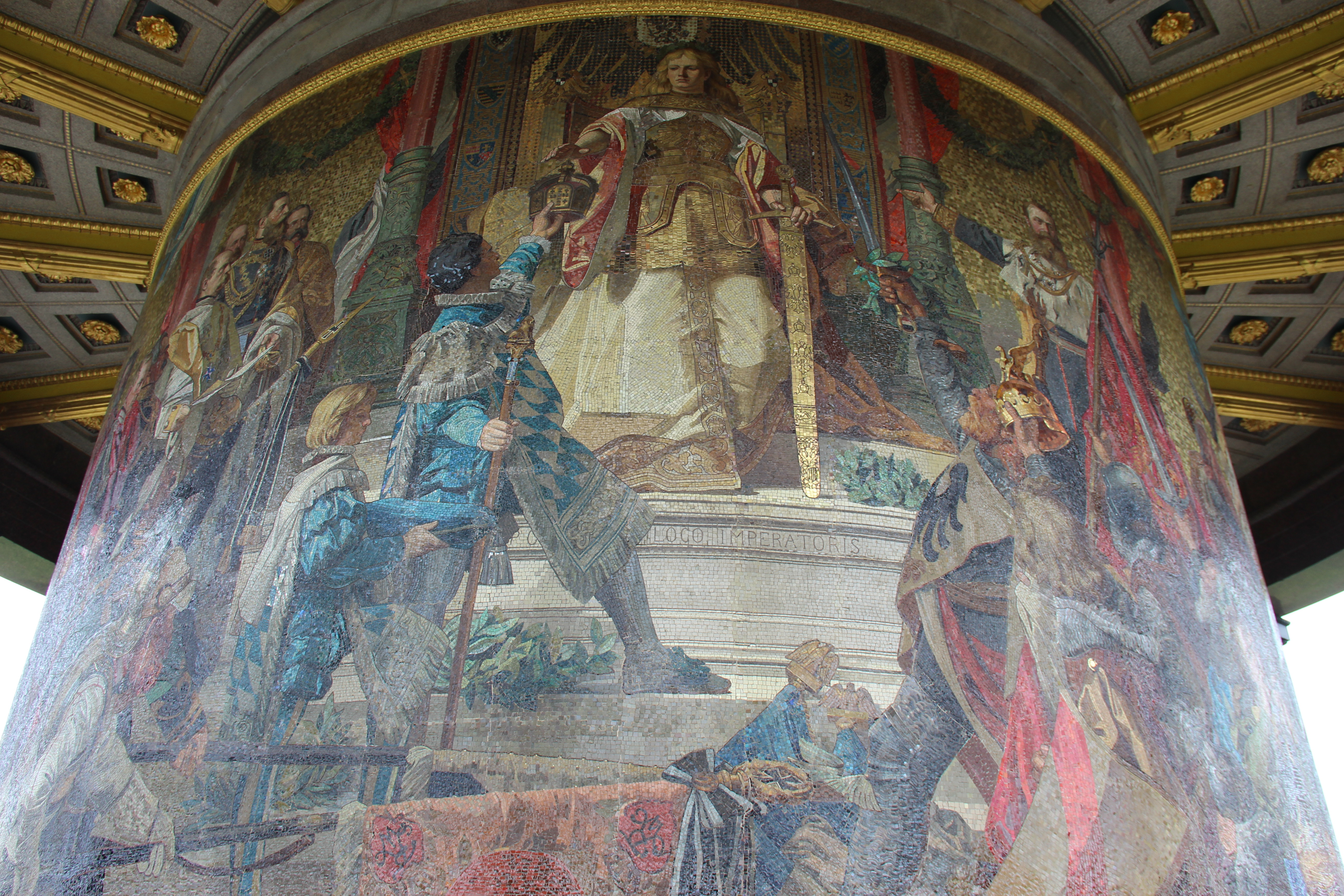
Ansicht des Mosaiks, 2016

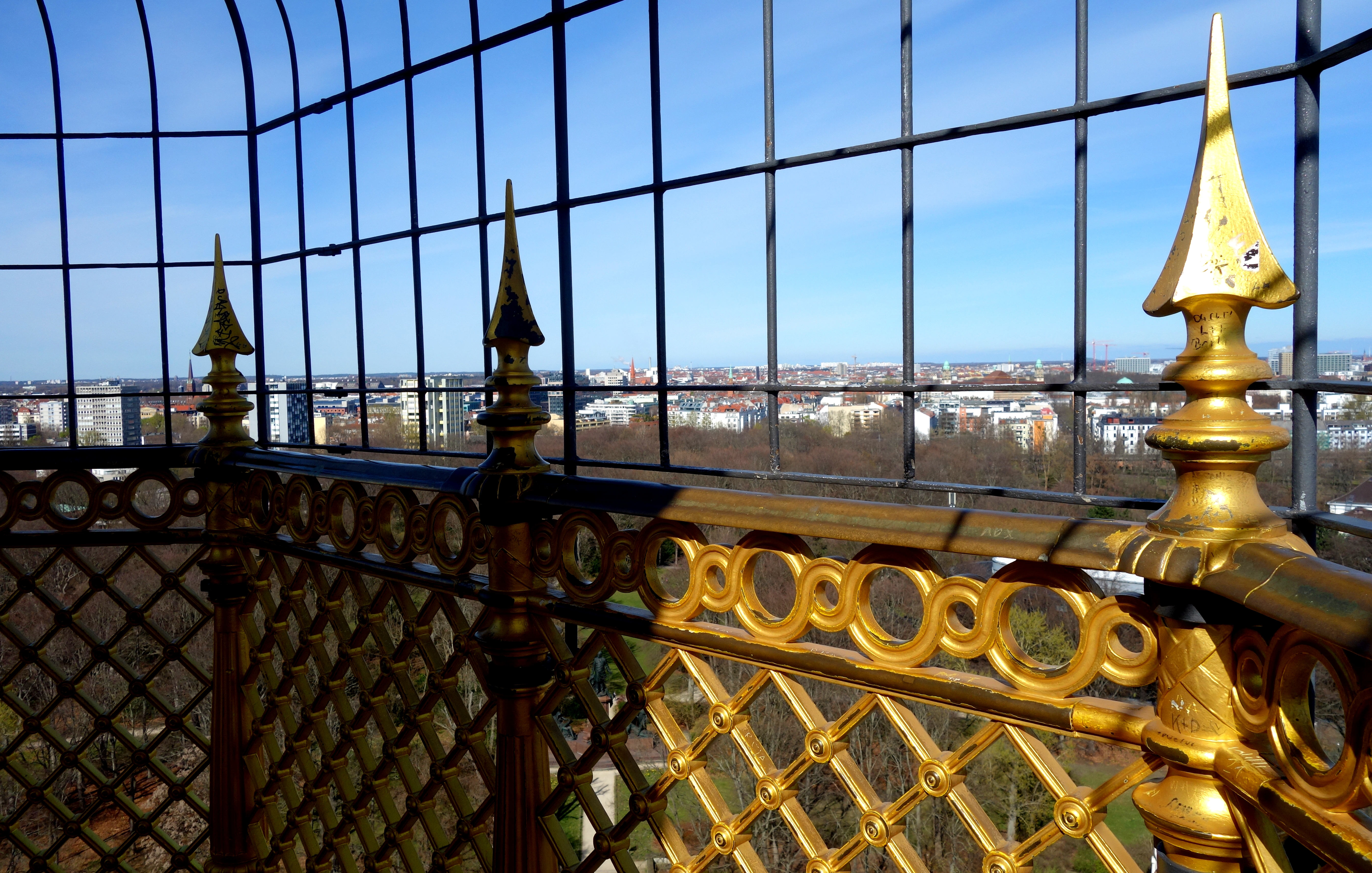
Goldenes Geländer an der oberen Aussichtsplattform, 2024

### Säule
Die Siegessäule steht in der Mitte des als Kreisverkehr angelegten Großen Sterns und kann westlich und östlich über T-förmige Fußgängertunnel unterhalb der Fahrbahn erreicht werden. Vier neoklassizistische Torhäuser, entworfen von Johannes Huntemüller, bilden nördlich und südlich der Straße des 17. Juni den Zugang zu diesen Tunneln. Die Grünfläche um das Denkmal befindet sich 34 m ü. NHN.
Der Aufbau der vom Hofbaumeister Heinrich Strack entworfenen Siegessäule besteht aus einem mit poliertem roten Granit verkleideten Sockel und vier sich nach oben verjüngenden Säulentrommeln aus Obernkirchener Sandstein. Auf dem Sockel befindet sich eine kreisrunde Säulenhalle mit einem Glasmosaik an der Rückwand. Nach einem von Anton von Werner geschaffenen Karton hatte es 1876 die venezianische Firma Antonio Salviati hergestellt. Bei der Einweihung war nur der Karton angebracht worden. Wie von Kaiser Wilhelm I. gewünscht, stellt das Bild die deutsche Reichsgründung als Folge des Sieges über Frankreich dar. In ihren Kannelierungen trägt die Säule in den unteren drei Trommeln 60 in den drei Einigungskriegen erbeutete, vergoldete Kanonenrohre. Bei der Säulenhalle ließ sich Schinkelschüler Strack von der Großen Neugierde im Glienicker Park inspirieren. Der Säulenschaft oberhalb der Säulenhalle wurde im Zuge der Versetzung unten um eine vierte Säulentrommel auf ihr heutiges Maß erhöht. Die Kanonenrohre wurden dabei jeweils um eine Säulentrommel nach unten versetzt, wobei die nun freien Kannelierungen der obersten Säulentrommel vergoldete Lorbeer-Festons erhielten.
Durch einen Zugang auf der Südseite des Sockels gelangen Besucher ins Innere des Sockels, wo sich ein kleines Museum zur wechselvollen Geschichte der Siegessäule befindet. Von dort aus führt im Inneren der Säule eine Wendeltreppe mit 285 Stufen zur 50,66 Meter hoch gelegenen Aussichtsplattform. Diese bietet einen guten Ausblick über den Großen Tiergarten, den Potsdamer Platz, das Brandenburger Tor und das umliegende Stadtgebiet. In baulicher Hinsicht ähneln das Friedensdenkmal in München, die Julisäule in Paris und das Unabhängigkeitsdenkmal in Mexiko-Stadt der Siegessäule.

### Viktoria
Die Säule trägt eine von Friedrich Drake geschaffene vergoldete Bronzeskulptur in Form einer weiblichen Figur, der Viktoria. Sie hält in der Rechten einen Lorbeerkranz in die Höhe, in der Linken ein Feldzeichen mit dem Eisernen Kreuz. Auf ihrem Helm sitzt ein Adler. Viktoria ist in der römischen Mythologie als Siegesgöttin bekannt, sie entspricht in der griechischen Mythologie der Nike. Beide werden geflügelt dargestellt. Ihr Adlerhelm lässt die Viktoria auf der Siegessäule auch als Borussia, die Personifikation Preußens, erscheinen.
Drake entwarf die Figur nach den Zügen von Victoria von Großbritannien und Irland, die zu diesem Zeitpunkt Kronprinzessin in Preußen war. Hergestellt wurde die 8,32 Meter hohe und 35 Tonnen schwere Bronzefigur durch den Berliner Bildgießer Hermann Gladenbeck. An ihrem ursprünglichen Standort am Königsplatz blickte die Viktoria nach Süden in Richtung Siegesallee, seit der Umsetzung 1939 blickt sie nach Westen in Richtung Ernst-Reuter-Platz. Zur Bezeichnung „Goldelse“ war sie wegen ihrer Vergoldung und des Titels des Romans Goldelse von E. Marlitt gekommen, den 1866 die Zeitschrift Die Gartenlaube als populäre Fortsetzungsgeschichte veröffentlichte.

### Reliefs
Der Sockel ist verziert mit vier bronzenen Reliefs, die die bedeutendsten Schlachten der deutschen Einigungskriege – die Schlacht von Düppel im Deutsch-Dänischen Krieg (1864), die Schlacht bei Königgrätz im Deutsch-Deutschen Krieg (1866), die Schlacht von Sedan im Deutsch-Französischen Krieg (1870) – und den siegreichen Einzug der verbündeten Truppen in Berlin (1871) darstellen. Im Einzelnen werden die Reliefs bezeichnet: Auszug zum dänischen Feldzug und Sturm auf die Düppeler Schanzen vom Bildhauer Alexander Calandrelli, Schlacht von Königgrätz und Begebenheiten des Deutschen Kriegs von Moritz Schulz, Deutsch-Französischer Krieg mit Schlacht von Sedan und Einzug in Paris von Karl Keil und schließlich Einzug der Truppen in Berlin von Albert Wolff. Über diesem Relief befand sich ursprünglich die Widmung „Das dankbare Vaterland dem siegreichen Heere“, von der heute nur noch die Befestigungsspuren sichtbar sind.
Auf dem Königsplatz waren die Reliefs so angeordnet: Das Relief Einzug in Berlin mit der Widmung befand sich auf der Vorderseite (Süden), die Schlacht von Düppel auf der rechten Seite (Osten), die Schlacht von Sedan auf der linken Seite (Westen) und die Schlacht bei Königgrätz mit dem Zugang auf der Rückseite (Norden). Auf dem Großen Stern sind die Reliefs anders angeordnet: Das Relief Schlacht von Düppel befindet sich auf der Vorderseite (Westen), die Schlacht bei Königgrätz mit dem Zugang auf der rechten Seite (Süden), der Einzug in Berlin auf der linken Seite (Norden) und die Schlacht bei Sedan auf der Rückseite (Osten). Calandrellis Düppel-Relief gilt laut Meyers Konversations-Lexikon als „das beste der vier Reliefs“.

Ansichten der Reliefs
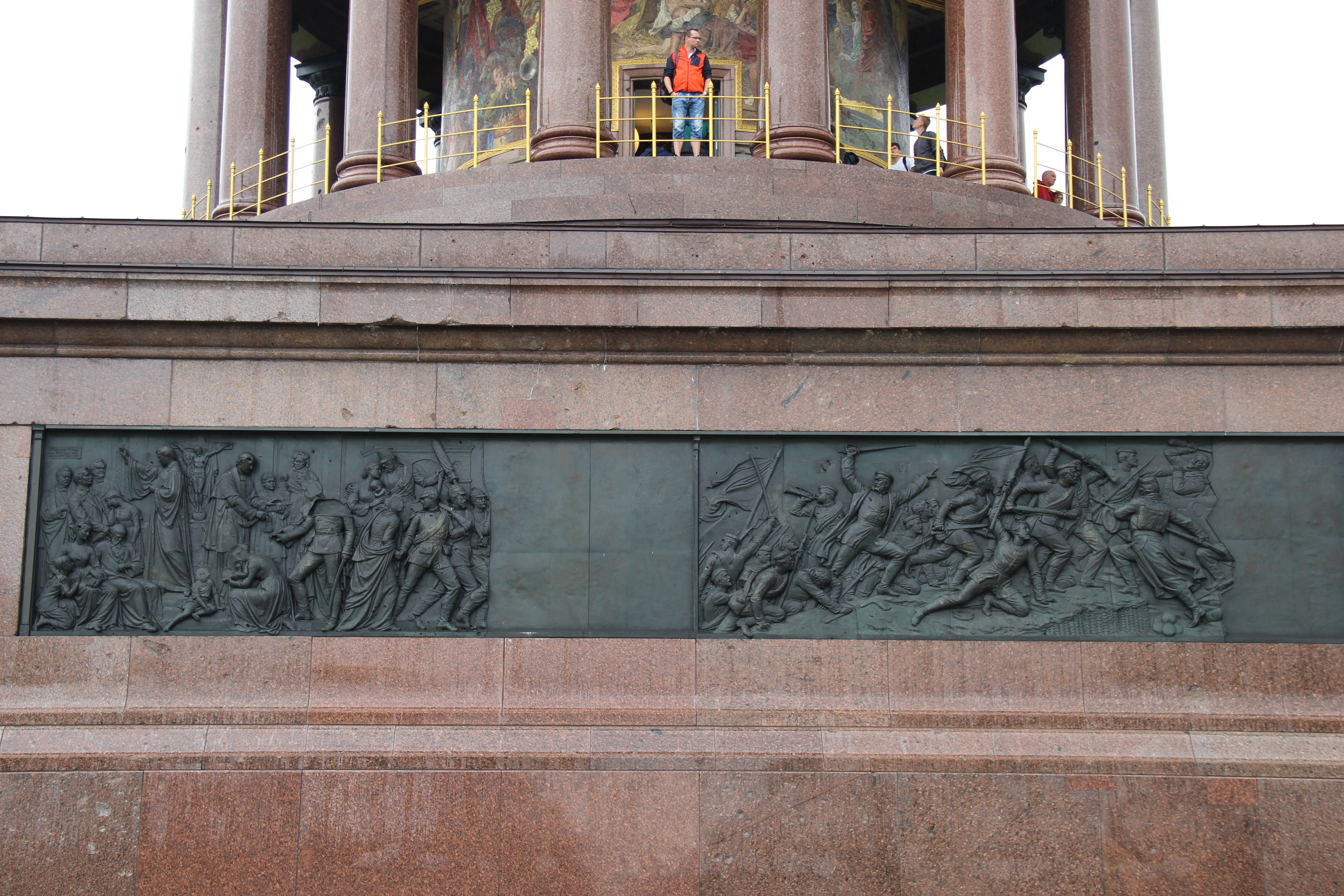
Schlacht von Düppel
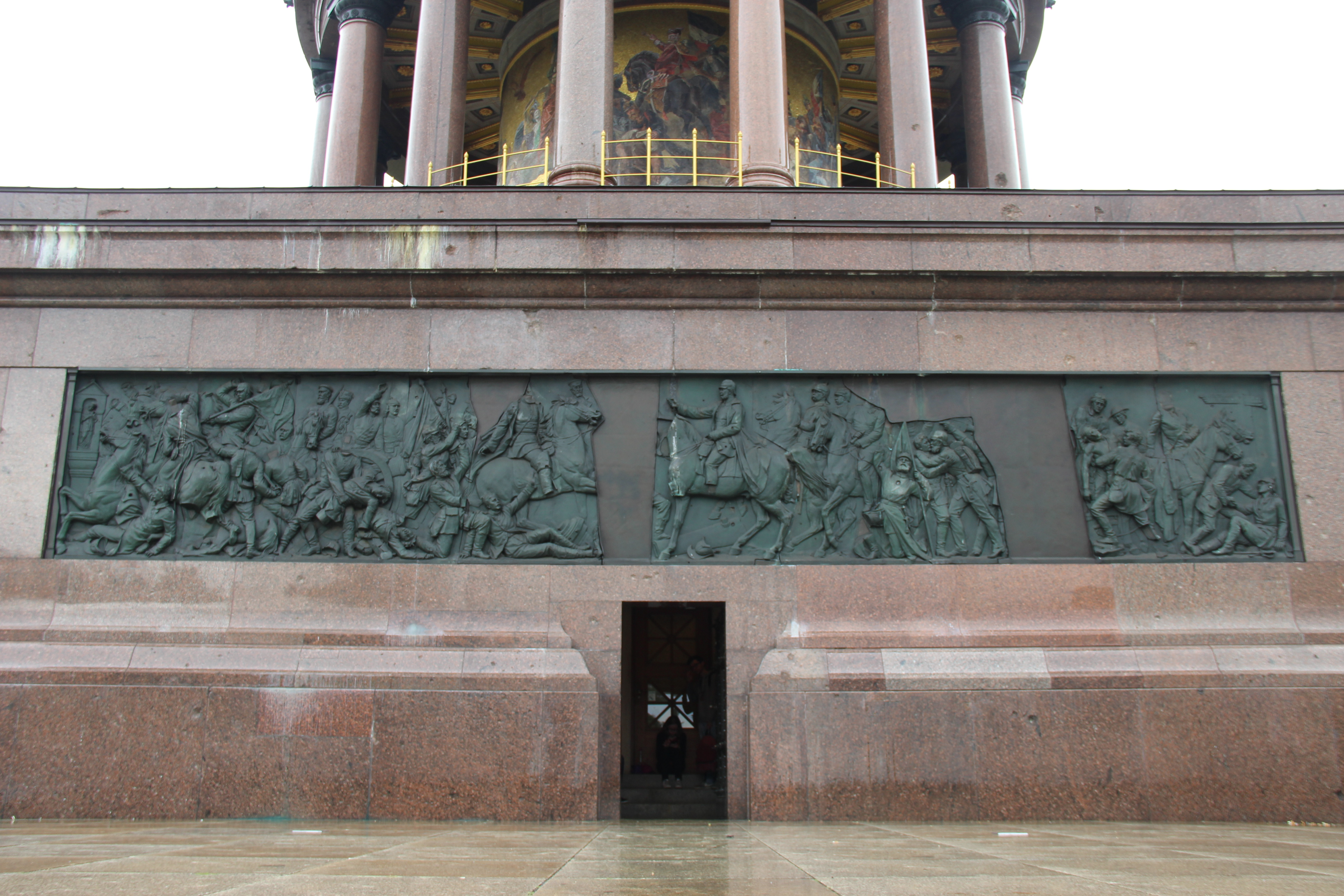
Schlacht bei Königgrätz
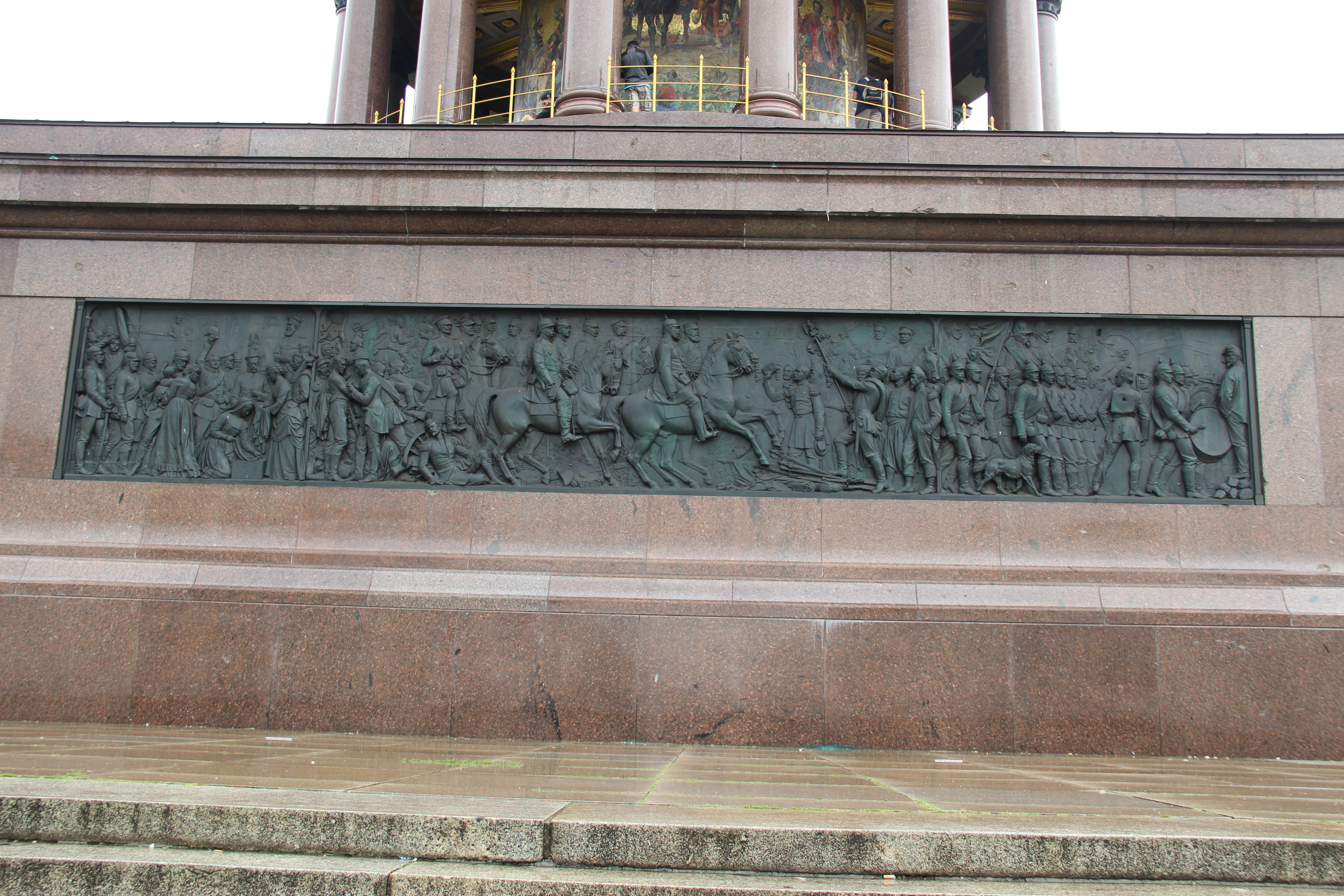
Schlacht von Sedan
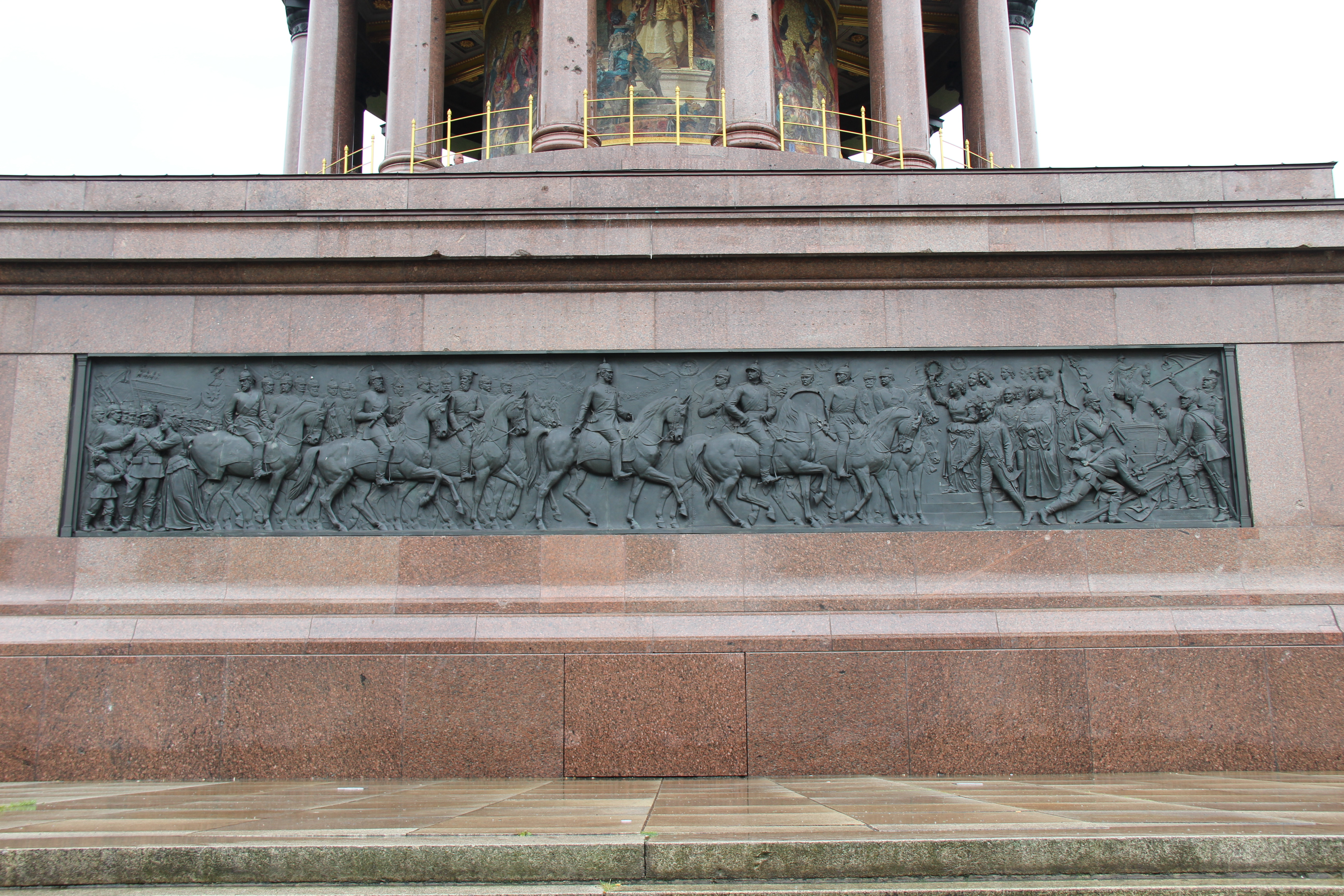
Einzug in Berlin

## Geschichte

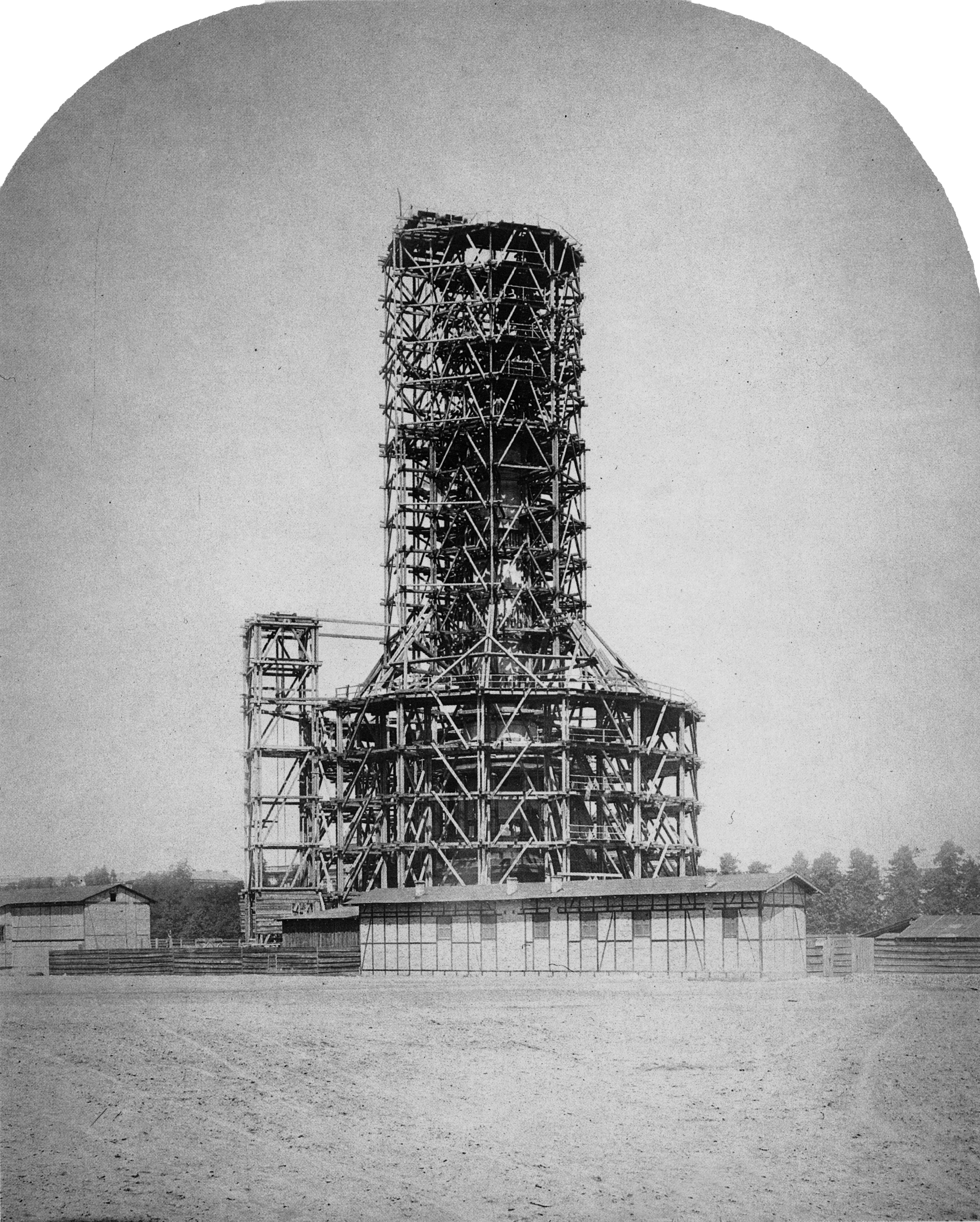
Errichtung der Siegessäule, 1873

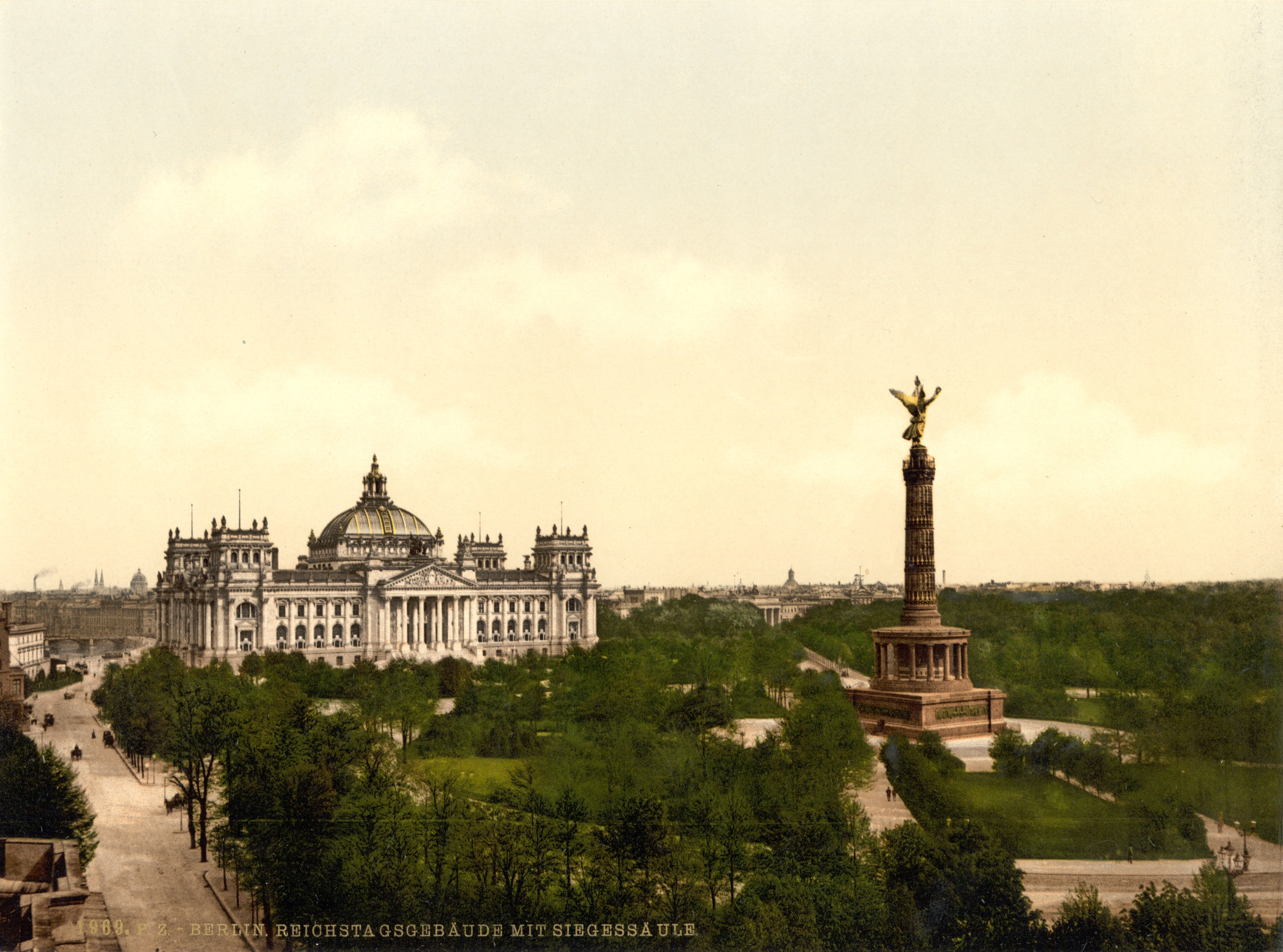
Siegessäule auf dem Königsplatz mit dem Reichstagsgebäude, um 1900

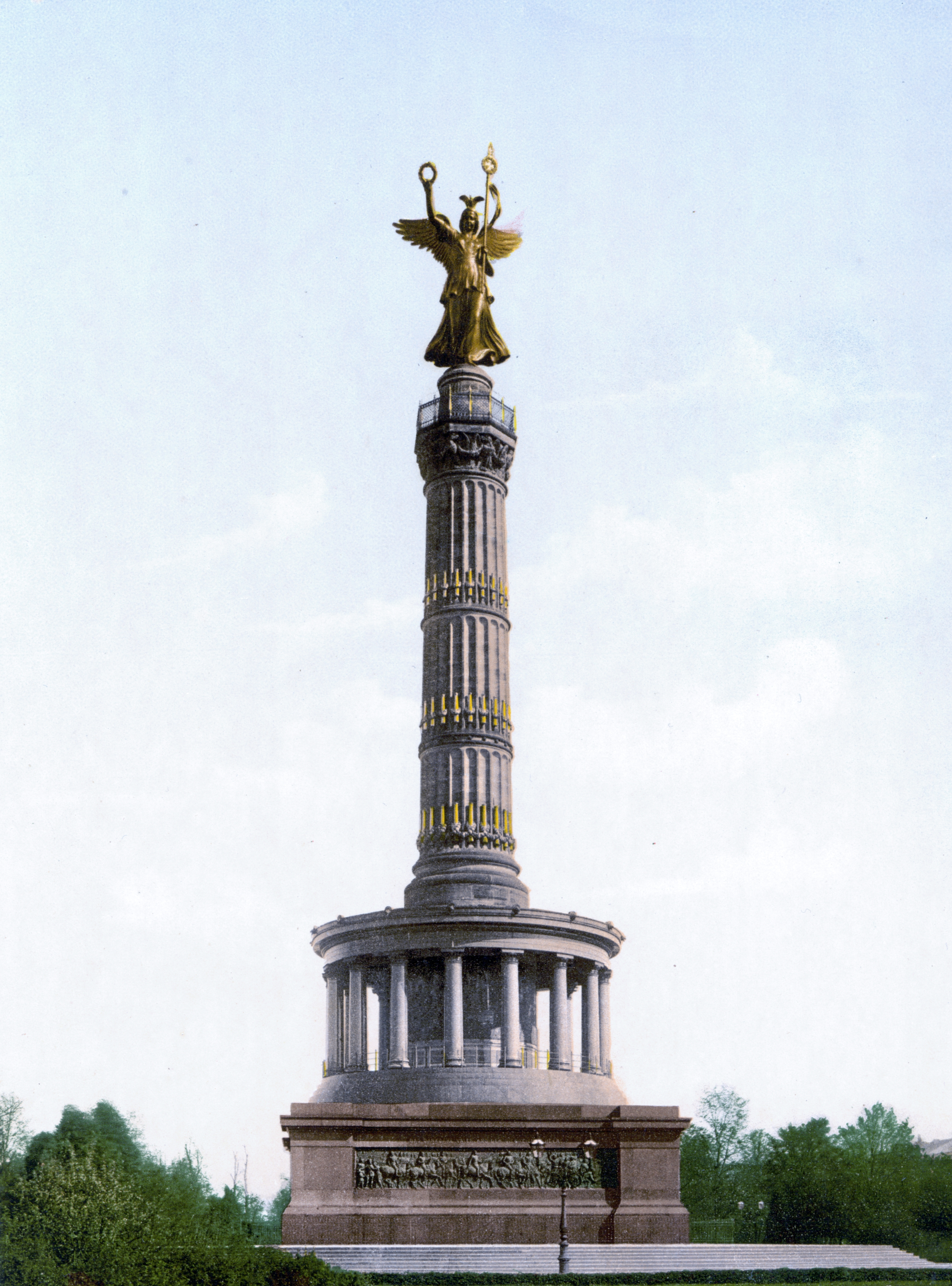
Vorderseite der Siegessäule, um 1900

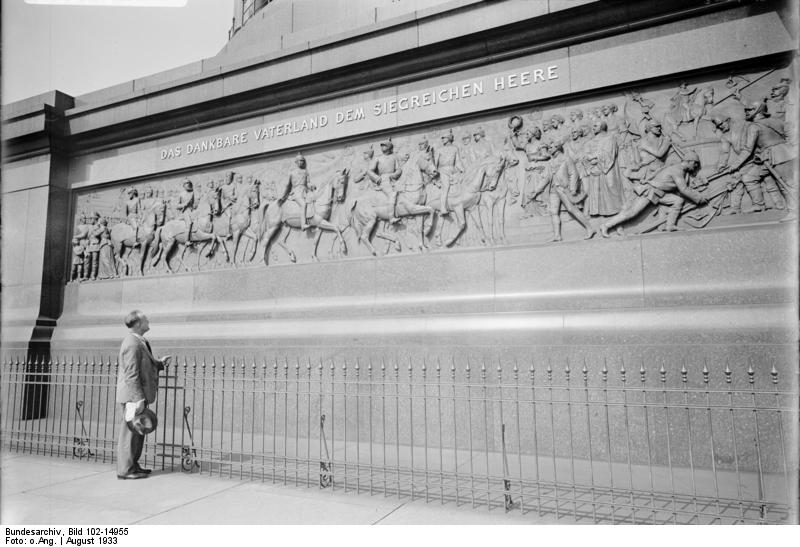
Südliches Relief mit Widmung, 1933

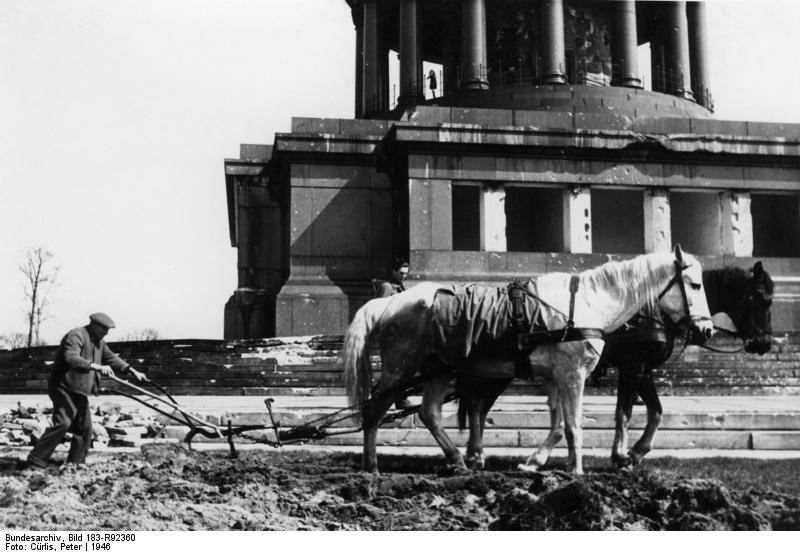
Sockel ohne Reliefs, 1946

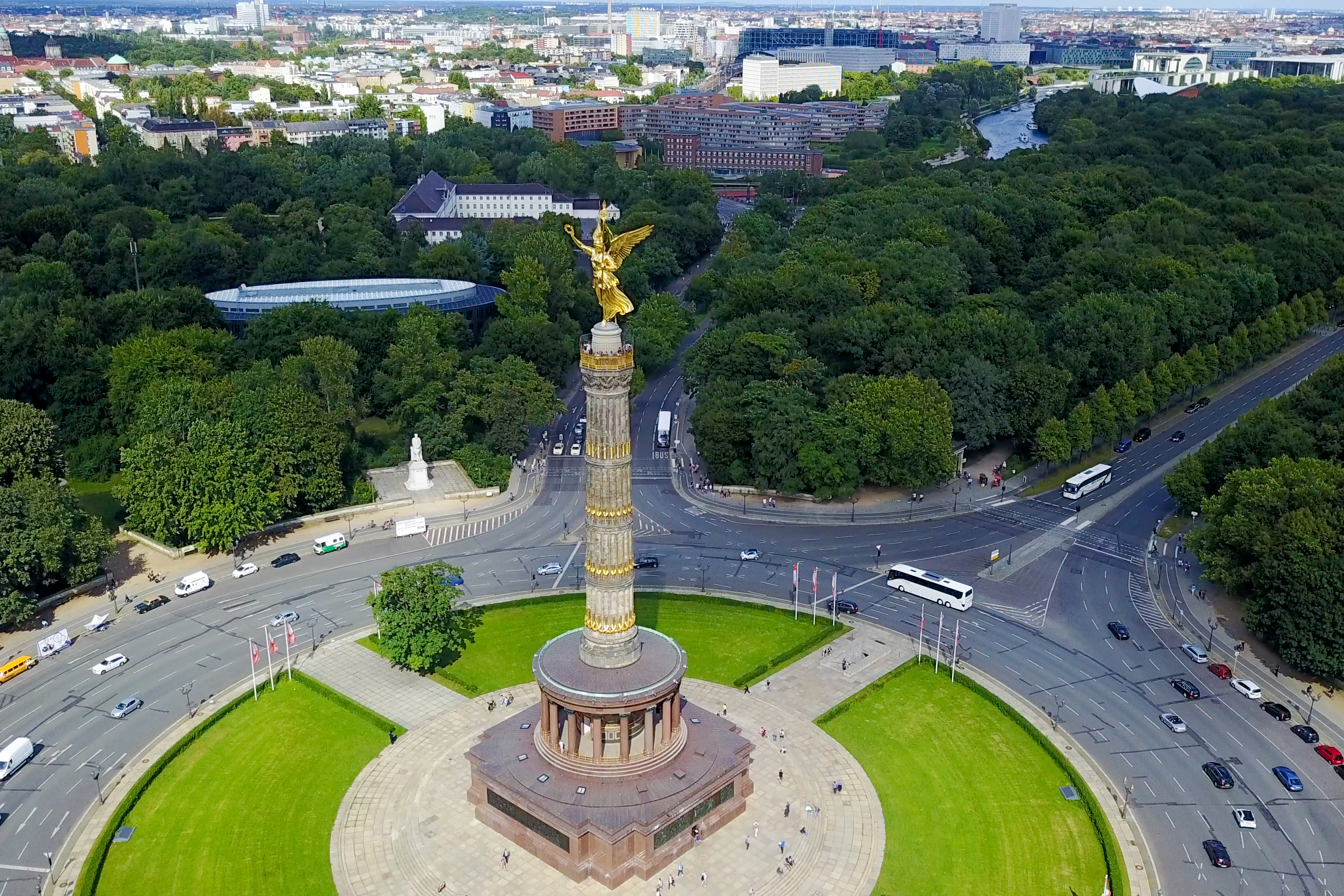
Siegessäule auf dem Großen Stern, 2017

### Errichtung
Der preußische König Wilhelm I. regte 1864 nach dem Deutsch-Dänischen Krieg Denkmalsetzungen auf den Schlachtfeldern wie auch in Berlin an. Mit der Durchführung aller Projekte beauftragte er den Hofbaurat Heinrich Strack. Dafür wurden 1867 Gelder in Höhe von 330.000 Talern bewilligt. Für das Düppel-Denkmal und Arnkiel-Denkmal waren nach etwa zwei Jahren Bauzeit 38.652 bzw. 33.300 Taler angefallen. Für die Siegessäule, die auf dem Königsplatz errichtet werden sollte, blieben somit nur noch 258.000 Taler übrig. Innerhalb weniger Jahre kamen zwei weitere siegreiche Kriege hinzu, 1866 der Deutsche Krieg gegen Österreich sowie 1870–1871 der Deutsch-Französische Krieg. Die drei Segmente der Siegessäule und die krönende Bronzeskulptur der Viktoria sollten an die Siege in diesen Kriegen erinnern.
Nach neunjähriger Bauzeit war die Siegessäule 1873 vollendet. Stilistisch lässt sie sich der Neorenaissance zuordnen. Eingeweiht wurde die Siegessäule zur Feier des Sedantages am 2. September 1873, dem dritten Jahrestag der siegreichen Schlacht von Sedan. Den Königsplatz säumten im Norden das Generalstabsgebäude, im Westen die Krolloper und im Osten das Galeriegebäude Palais Raczyński, das in den 1880er Jahren dem Reichstagsgebäude weichen musste. Unmittelbar vor der Einweihung der Säule wurde als Sichtachse südwärts durch den Tiergarten zum Kemperplatz eine 750 Meter lange Allee angelegt. Der Kemperplatz erhielt 1877 den Wrangelbrunnen, den 1902 der Rolandbrunnen ersetzte. Die Allee ließ Wilhelm II. ab 1895 zur Siegesallee ausbauen.

### Versetzung
Im Zuge der in der Zeit des Nationalsozialismus begonnenen Umgestaltung Berlins zur „Welthauptstadt Germania“ wurde 1938–1939, im Auftrag des Generalbauinspektors für die Reichshauptstadt Albert Speer, die Säule durch das Bauunternehmen Philipp Holzmann auf den Großen Stern versetzt, dessen Durchmesser von 80 auf 200 Meter vergrößert wurde. Um die städtebauliche Wirkung des Denkmals als Teil der Ost-West-Achse zu verstärken und ein angemessenes Größenverhältnis zum Platzdurchmesser zu erreichen, wurde der Sockel um 6,5 Meter verbreitert und die Säule durch eine vierte Trommel um 6,5 Meter erhöht. Eine weitere Erhöhung von rund einem Meter entstand durch das Anheben der Säulenhalle, was durch den Dachanschluss zum verbreiterten Sockel kaschiert wird. Durch diese Änderungen erreichte das Denkmal seine heutige Höhe von rund 67 Metern (ursprüngliche Höhe 60,5 Meter). Bei der Neuaufstellung wurde zudem der Sockeleingang von der Nord- auf die Südseite verlegt. Zusammen mit der Siegessäule wurden auch die Denkmäler für Otto von Bismarck, Albrecht von Roon und Helmuth von Moltke an den nördlichen Rand des Großen Stern, der als Forum des Zweiten Reiches verstanden werden sollte, sowie die Gruppen der Siegesallee in die südöstlich abzweigende Große Sternallee versetzt.
Im Zweiten Weltkrieg hatte die Siegessäule die Luftangriffe und die Schlacht um Berlin weitgehend unbeschädigt überstanden. Am Kapitulationstag 2. Mai 1945 hissten polnische Soldaten auf der Siegessäule die polnische Fahne, bevor sie nach Nauen abmarschierten. Nach eigenen Angaben bedauerten sie später, das Monument in Unkenntnis seiner Bedeutung nicht gesprengt zu haben. Der Stichtag 1. August 1914 als Beginn des Ersten Weltkriegs entschied nach der alliierten Kontrollratsdirektive Nr. 30 vom Mai 1946 über Erhalt oder Beseitigung „militaristischer Denkmäler“. Trotzdem beschloss der von der sowjetischen Besatzungsmacht eingesetzte SED-dominierte Magistrat Werner den Abriss der Säule bis zum August 1946. Er konnte verzögert werden, bis der im Oktober 1946 demokratisch gewählte Magistrat nicht mehr darauf zurückkam. Am 26. November 1946 beantragte dann die französische Besatzungsmacht als Mitglied der Alliierten Kommandatura ihren Abriss. Diesen lehnten Briten und Amerikaner ab; die sowjetischen Vertreter enthielten sich.

### Entwicklung
Im Jahr 1945 wurden die Reliefs auf Verlangen der französischen Besatzungsmacht entfernt. Während das Relief zum Deutschen Krieg in der Zitadelle Spandau verblieb, galten die übrigen drei als verschollen, bis Nachforschungen des Auswärtigen Amtes ergaben, dass sie im Hof des Musée de l’Armée in Paris lagerten. Frankreich forderte für die Rückgabe zunächst einen Tausch mit dem Gemälde Übergang Napoleons über die Alpen, was die Stiftung Preußischer Kulturbesitz jedoch ablehnte. Nachdem Präsident François Mitterrand bei einem Besuch im Mai 1987 die Reliefs anlässlich der 750-Jahr-Feier Berlins zurückgegeben hatte, wurden alle vier restauriert noch im Jubiläumsjahr wieder angebracht. Die Reliefs an Süd- und Westseite des Sockels sind nur in Fragmenten erhalten.
Am 15. Januar 1991 verübte die linksextremistische Terrorgruppe Revolutionäre Zellen einen Sprengstoffanschlag auf die Siegessäule. Die Teil-Explosion eines mindestens zwei Kilogramm schweren Sprengsatzes an der Aussichtsplattform beschädigte lediglich eine Stütze der Viktoria, und es befand sich niemand auf der Aussichtsplattform. Für die Reparatur war die Besucherplattform zehn Monate gesperrt. 
In den Folgejahren war die Siegessäule Mittelpunkt von Großveranstaltungen wie der Loveparade, dem Christopher Street Day, Demonstrationen von Bürgern sowie Kundgebungen von Politikern. Im Jahr 1984 war das schwule Stadtmagazin Siegessäule nach dem Denkmal benannt worden. Am 24. Juli 2008 hielt dort im Rahmen des US-Präsidentschaftswahlkampfs der damalige Kandidat Barack Obama vor über 200.000 Zuhörern eine Rede.
Zuletzt wurde die Siegessäule von März 2010 bis Mai 2011 umfassend renoviert. Dabei wurden unter anderem die Viktoria mit 1,2 kg Blattgold neu vergoldet. Außerdem wurden die zwei Fußgängertunnel und die umgebenden Torhäuser, die Bronzereliefs, das Glasmosaik, die vergoldeten Kanonenrohre, der Treppenaufgang sowie die Sandsteinsäule und die Viktoria selbst aufwändig saniert. Ein neues Lichtkonzept zeigt sie nachts mit beleuchteter Rundhalle und Reliefs. Nach der Wiedereröffnung ist sie seit dem 21. Mai 2011 wieder kostenpflichtig für Besucher begehbar, weiterhin nur über Stufen. Seit Oktober 2011 sind an den vier Torhäusern zweisprachige Infotafeln zur Geschichte des Denkmals aufgestellt. In den Fußgängertunneln sind die Granittafeln angebracht, die bis 1987 die Relieffelder verschlossen hatten, sowie eine interaktive Lichtinstallation. 
Die Siegessäule gehört zu den wichtigsten Sehenswürdigkeiten und zu den bekanntesten Wahrzeichen Berlins.

## Straße der Monumente
Seit 2008 gehört die Siegessäule zur Straße der Monumente, ein auf Initiative des Stadtgeschichtlichen Museums Leipzig gegründetes Netzwerk bedeutender deutscher Denkmale und Erinnerungsorte. Ziel des Netzwerkes ist es, „die Erinnerungsorte als einstige Brennpunkte der Vergangenheit enger zu vernetzen und über gemeinsame Marketingmaßnahmen als Gesamtheit stärker erfahrbar zu machen.“